# Jūyom
Jūyom (persiska: جویم) är en ort i Iran.   Den ligger i provinsen Fars, i den centrala delen av landet, 900 km söder om huvudstaden Teheran. Jūyom ligger 866 meter över havet och antalet invånare är 6 396.
Terrängen runt Jūyom är kuperad norrut, men söderut är den platt.Runt Jūyom är det glesbefolkat, med 15 invånare per kvadratkilometer. Det finns inga andra samhällen i närheten. Omgivningarna runt Jūyom är i huvudsak ett öppet busklandskap.